# Giganteus Island
Giganteus Island ist eine Insel vor der Mawson-Küste des ostantarktischen Mac-Robertson-Lands. Sie liegt unmittelbar nördlich der Rookery Islands auf der Westseite der Holme Bay.
Luftaufnahmen, die bei der Lars-Christensen-Expedition 1936/37 entstanden, dienten norwegischen Kartografen für die Kartierung der Insel. Das Antarctic Names Committee of Australia benannte sie nach dem Riesensturmvogel (Macronectes giganteus), zu dessen Brutgebieten die Insel gehört. Dies hatten Wissenschaftler der Australian National Antarctic Research Expeditions bei einem Besuch der Insel im Dezember 1958 entdeckt.